# Sąd skarbowy
Sejmikowy sąd skarbowy, wojewódzki sąd skarbowy – w okresie Rzeczypospolitej organ sejmików wojewódzkich zajmujący się rozliczeniami z poborcami podatkowymi i zalegającymi płatnikami. Geneza tej instytucji sięga lat 50. XVII wieku. W związku z kłopotami rozliczeniowymi w 1655 r. województwa sandomierskie i krakowskie jako pierwsze utworzyły izby obrachunkowe do wykonywania tych zadań. Podstawę prawną instytucji dała uchwała sejmowa z 1658 r., wprowadzając ją odgórnie w Koronie, a w 1662 r. w Wielkim Księstwie Litewskim. Powtórzono to postanowienie w 1690 r. w związku z wzrastającym zadłużeniem województw wobec wojska zaangażowanego w przedłużającą się wojnę z Turcją.
Podstawową funkcją sądów było rozliczanie poborców podatkowych, co w praktyce fiskalnej Rzeczypospolitej XVII wieku miało szczególne znaczenie, jako że wybieranie podatków zlecano osobom prywatnym desygnowanym przez sejmik. Należeli do nich administratorzy podatków pogłównego i podymnego, a także kontrahenci. Ten ostatni rodzaj poborców związany był ze specyficzną praktyką zbierania podatków szelężnego i czopowego. W tym przypadku podpisywany był kontrakt na wybranie określonej kwoty i przekazanie jej do dyspozycji sejmiku (lub innych powołanych do tego organów). Nadwyżka wyegzekwowanych sum stanowiła dochód kontrahenta. Drugim co do ważności zadaniem sądów było rozpatrywanie spraw związanych z zatrzymywaniem podatków przez obywateli.
W skład zadań instytucji wchodziły też niekiedy sprawy o charakterze administracyjnym, ustalanie taryf wszelkich podatków, udzielanie libertacji, dbałość o bezpieczeństwo publiczne, rozliczanie z sum przeznaczonych na zaciąg, omawianie kwestii długów z deputatami chorągwi, a nawet kontrolowanie zbierania i finansowania wojska.